# Ruleta (krivulja)
Ruleta je v diferencialni geometriji krivulj posebna vrsta krivulje, ki posplošuje cikloide, epicikloide, hipocikloide, trohoide in involute.  
Krivulja nastane tako, da se točka (imenujemo jo pol ali generator), ki leži na dani krivulji vrteči se brez drsenja giblje vzdolž druge nepremikajoče se krivulje. Primer je prikazan na desni sliki. Stalna krivulja je prikazana z modro barvo. Vrteča se krivulja je prikazana z zeleno barvo. Nastala krivulja – ruleta – je rdeče obarvana. V tem primeru smo dobili Dioklesovo cisoido . 
Podoben način nastanka se uporablja pri krivulji, ki jo imenujemo gliseta. To pa je krivulja, ki jo opiše točka na dani krivulji, ki drsi vzdolž dveh (lahko tudi več) krivulj. 

## Primer
Kadar je stalna krivulja verižnica in je drseča krivulja premica velja:
{\displaystyle f(t)=t+i(\cosh(t)-1)\qquad r(t)=\sinh(t)}
{\displaystyle f'(t)=1+i\sinh(t)\qquad r'(t)=\cosh(t).}
Premico tako parametriziramo, da je
{\displaystyle |f'(t)|\,} {\displaystyle ={\sqrt {1^{2}+\sinh ^{2}(t)}}} {\displaystyle ={\sqrt {\cosh ^{2}(t)}}} {\displaystyle =|r'(t)|.\,}
Z uporabo zgornjega obrazca dobimo:
{\displaystyle f(t)+(p-r(t)){f'(t) \over r'(t)}=t-i+{p-\sinh(t)+i(1+p\sinh(t)) \over \cosh(t)}=t-i+(p+i){1+i\sinh(t) \over \cosh(t)}.}
Če je {\displaystyle p=-i\,} ima izraz konstantni imaginarni del z vrednostjo {\displaystyle p=-i\,} in ruleta je horizontalna premica. Zanimivo je, da se kvadratno kolo giblje brez poskakovanja, če je pot po kateri se giblje kolo, sestavljena iz lokov enakih verižnic.

## Seznam rulet
| Mirujoča krivulja | Kotaleča se krivulja                      | Točka nastanka                                           | Ruleta                 |
| ----------------- | ----------------------------------------- | -------------------------------------------------------- | ---------------------- |
| poljubna krivulja | premica                                   | točka na premici                                         | involuta krivulje      |
| premica           | krožnica                                  | poljubna                                                 | trohoida               |
| premica           | krožnica                                  | točka na krožnici                                        | cikloida               |
| premica           | stožnica                                  | središče stožca                                          | Sturmova ruleta        |
| premica           | stožnica                                  | gorišče stožnice                                         | Delaunayjeva ruleta    |
| premica           | parabola                                  | gorišče parabole                                         | verižnica              |
| premica           | Elipsa                                    | gorišče elipse                                           | eliptična verižnica    |
| premica           | hiperbola                                 | gorišče hiperbole                                        | hiperbolična verižnica |
| premica           | hiperbola                                 | središče hiperbole (fiksna točka izometrij za hiperbolo) | Rectangular elastica   |
| premica           | epicikloida ali hipocikloida              | središče                                                 | elipsa                 |
| krožnica          | krožnica                                  | poljubna                                                 | središčna trohoida     |
| parabola          | enaki paraboli usmerjeni v nasprotno smer | teme parabole                                            | Dioklesova cisoida     |
| verižnica         | premica                                   | glej #Primer zgoraj                                      | premica                |